# Croada d'Alexandria
La croada d'Alexandria fou el nom que el rei Pere I de Xipre posà a una expedició militar que ell mateix ideà per conquerir el 1365 la ciutat egípcia d'Alexandria, que estava en poder del soldant mameluc i des d'on sortien expedicions pirates contra els seus territoris. A diferència d'altres croades la motivació no fou únicament religiosa, sinó també per interessos econòmics. Al final tot quedà reduït a una sola batalla, el rei s'aconformà amb el botí de guerra i la destrucció de la ciutat, però no l'annexà als seus dominis.

## Preparatius
El 1361 el rei Pere I de Xipre, que havia estat coronat rei de Jerusalem, es guanyà el respecte i l'admiració papal fent fora els musulmans d'Antalya, a Anatòlia. Després passà tres anys, des del 1362 fins al 1365, enviant el seu ministre, Philippe de Mézières, a les corts europees per formar un exèrcit i buscant suport financer per fer una croada. Es tractava d'una guerra preventiva, ja que havia sentit rumors que el soldanat turc d'Egipte planejava conquerir Xipre. Trobà com a aliada, la República de Venècia, estat que també era perjudicat pels atacs dels musulmans a les seves flotes de mercaders. En una cerimònia a Avinyó el 31 de març del 1363, el papa Urbà V posà la creu en mans de Joan II de França com a símbol de l'inici de la croada. El primer a respondre a la crida fou el rei de Dinamarca Valdemar IV, però no esperà els altres i marxà com a pelegrí a Jerusalem. El rei francès no participà en la croada, ja que morí el 1264. Sorgiren llavors problemes per les rivalitats comercials entre la comunitat de genovesos de Xipre i la República de Gènova, per als quals el legat papal Pere Tomàs s'oferí a fer de mediador; un cop signada la pau a Bolonya el febrer del 1364, tot estigué a punt per a la croada.

## La guerra
Els exèrcits reclutats es trobaren a l'illa de Rodes el 27 de juny del 1365, on se'ls uní la guarnició dels hospitalers de Malta. També hi eren els legats papals, Guillaume III Roger de Beaufort, vescomte de Turenne i Pere Tomàs com a legat del patriarcat de Constantinoble. El rei de Xipre, estava una mica desmoralitzat perquè refiava més participants.
L'octubre del 1365 Pere I salpà des de Rodes comandant personalment una considerable força expedicionària consistent en una flota de 165 vaixells i uns 8000 croats. Desembarcaren a Alexandria, el 9 d'octubre i durant els següents tres dies, el seu exèrcit conquerí i saquejà la ciutat. El rei de Xipre proposà anar a conquerir El Caire, però part dels soldats es negaven a arriscar-se tant. El 12 d'octubre decidí tornar a Xipre, en part perquè temien que vingués un exèrcit de sarraïns i els prengués el boti i, en part, perquè sabien que seria massa difícil mantenir un govern permanent a Alexandria, sabent que estava envoltada d'altres territoris controlats pels mamelucs.
Desembarcaren a Limassol i després anaren a celebrar una missa d'acció de gràcies a Nicòssia.
Quan Pere I anà a Roma a comunicar la notícia, el papa, que estava decebut amb el resultat de la croada, es negà a oferir-li la Rosa d'Or i se la donà a la reina Joana I de Nàpols allà present.

## Interpretacions
Alguns historiadors, com Jo van Steenbergen, i Peter Edbury, opinen que la croada fou principalment ideada per resoldre un problema econòmic. Pere volia posar fi a la supremacia d'Alexandria com a port de la Mediterrània oriental, amb l'esperança que Famagusta es beneficiara de la desviació del comerç. Les preocupacions religioses eren, per tant, secundàries.
Segons narren les cròniques musulmanes d'aquell temps, com la d'Al-Maqrizí, aquesta croada tingué èxit en part gràcies a les tàctiques de distracció que van emprar. La força defensiva d'Alexandria estigué enfeinada en els combats que es produïren a la zona de la rodalia del port occidental. Mentrestant que la tropa comandada pel rei Pere, que portava cavalleria, desembarcà en un altre lloc de la ciutat que quedava amagat de la vista, a prop del cementiri. Des d'allà, sense ser detectats pels defensors de la guarnició, obriren un segon front d'atac per la rereguarda. Això deixà els alexandrins impotents per reaccionar degudament.